# Dean-Charles Chapman
Dean-Charles Chapman (Essex, Anglaterra, 7 de setembre de 1997) és un actor anglès de teatre, cinema i televisió conegut per interpretar a Tommen Baratheon en la quarta, cinquena i sisena temporada de la sèrie de HBO Game of Thrones i a Billy Elliot en l'obra de teatre Billy Elliot: The musical. Va protagonitzar Into the Badlands en el paper de Castor.

## Filmografia

### Cinema
| any  | Títol                  | Rol                 | notes           |
| ---- | ---------------------- | ------------------- | --------------- |
| 2014 | Before I Go to Sleep   | Adam                | Debut al cinema |
| 2015 | Man Up                 | Harry               |                 |
| 2018 | The Commuter           | Danny MacCaulay     |                 |
| 2019 | The King               | Thomas of Lancaster |                 |
| 2019 | Blinded by the Light   | Matt                |                 |
| 2019 | Here Are the Young Men | Matthew             |                 |
| 2019 | 1917                   | Blake               |                 |

### Televisió
| any                 | Títol                                | Rol                                 | notes                    |
| ------------------- | ------------------------------------ | ----------------------------------- | ------------------------ |
| Des d'abans de 2007 | Fun Song Factory                     | Ell mateix                          | Debut a la televisió     |
| Des d'abans de 2007 | The Story Makers                     | Ell mateix                          |                          |
| 2007                | Casualty                             | William Mulhern                     |                          |
| 2012                | Cuckoo                               | Charlie                             |                          |
| 2012                | The Revolting World of Stanley Brown | Stanley Brown                       | protagonista 13 episodis |
| 2013                | The White Queen                      | Richard Grey                        | miniserie                |
| 2013-2016           | Game of Thrones                      | Martyn Lannister / Tommen Baratheon | 18 episodis              |
| 2014                | Glue                                 | Chris                               |                          |
| 2015                | ripper Street                        | Harry Ward                          |                          |
| 2015                | Into the Badlands                    | Castor                              |                          |

## Teatre
| any         | Títol                    | Rol                                                  |
| ----------- | ------------------------ | ---------------------------------------------------- |
| 2005 - 2011 | Billy Elliot, el musical | Diversos papers (2005-2009) Billy Elliot (2009-2011) |